# Gu Yasha
Gu Yasha (Zhengzhou, 28 de novembro de 1990) é uma futebolista profissional chinesa que atua como meia.

## Carreira
Gu fez parte do elenco da Seleção Chinesa de Futebol Feminino, nas Olimpíadas de 2008 e 2016.